# Championnats Banque Nationale de Granby 2023
Die Championnats Banque Nationale de Granby 2023 waren ein ITF-Tennisturnier der ITF Women’s World Tennis Tour 2023 für Damen und ein ATP-Tennisturnier der ATP Challenger Tour 2023 für Herren in Granby und fanden parallel vom 17. bis 23. Juli 2023 statt.